# Matt Dillon
Matthew Raymond Dillon (New York, 1964. február 18. –) Oscar-, BAFTA- és Golden Globe-díjra jelölt amerikai színész.
Pályáját az 1970-es évek végén kezdte. Az 1980-as években tinibálványként szerzett hírnevet és a következő évtizedekben sikeres színészi pályát futott be. Az Ütközések (2004) című filmben nyújtott alakításáért egyéb díjak mellett Oscarra jelölték.

## Fiatalkora
Dillon a New York-i New Rochelle-ben látta meg a napvilágot második generációs ír-amerikai katolikus szülők, Paul Dillon (festő és a csomagolóanyag-gyártó Union Camp üzletkötője) és Mary Ellen (háztartásbeli) gyermekeként. Egy lány- és négy fiútestvére van, egyikük, Kevin, szintén színész.
Mamaroneckben, New Yorkban nőtt fel, s a Mamaroneck High Schoolba járt, azonban már első évében otthagyta.

## Pályafutása
1979-ben Vic Ramos castingrendező beválogatta az Over the Edge című filmbe. A filmet csak limitált kópiaszámon vetítették a mozik és szerény bevételt hozott, azonban Dillon alakítását jól fogadták. Ennek köszönhetően a következő évben két filmben is szerepet kapott; a Little Darlings című tini-szexkomédiában (melyben egy Kristy McNicol nevű karakter elveszti a szüzességét egy fiúval a tó melletti táborból, akit Dillon játszott), a másik film pedig egy sokkal komolyabb tinédzser-dráma, a My Bodyguard, ebben Chris Makepeace mellett szerepelt. A két film 1980 márciusában, illetve júliusában került a mozikba és jól szerepeltek a pénztáraknál, megalapozva Dillon profilját a fiatal közönség körében.
A következő filmje az 1982-es, S. E. Hinton-művéből készült Tex volt, amit két hónappal később a Hazudik a Hold követett. Egy szegény texasi fiút, Jack Duncant formálta meg, aki őrülten szerelmes egy gazdag bankár lányába. 1983-ban Dillon jelentős szerepben tűnt fel két Francis Ford Coppola-filmben is, melyek szintén Hinton műveit vették alapul. Ezek voltak A kívülállók és a Rablóhal. A Tex című filmhez hasonlóanezeket is Hinton szülőhelyén, az oklahomai Tulsában vették fel.
1987-ben Dillon rendőrként volt látható a The Pogues és Kirsty MacColl Fairytale of New York című videóklipjében. A szám nagy slágerré vált Írországban és az Egyesült Királyságban. 1989-ben Dillon kritikai dicséretekben részesült Gus Van Sant A gyógyszertári cowboy című rendezésében nyújtott alakításáért, melyben egy drogfüggő szerepében láthatták a nézők.
Az 1990-es évek elején a Facérok című vígjáték-drámában játszott, majd Nicole Kidman férjének szerepét kapta a Majd' megdöglik érte (1995) című akcióvígjátékban. Ezt 1998-ban a Vad vágyak és az elsöprő sikerű Keresd a nőt! egy-egy főszerepe követte – utóbbiért átvehette a legjobb gonosztevő díját az MTV Movie Awardson.
2002-ben maga írta és rendezte A szellemek városa című filmet, mellette feltűnt James Caan és Gérard Depardieu is. 2004-ben a Paul Haggis által írt-rendezett Ütközések című filmdrámában szerepelt. Alakítására számtalan szakmai- és kritikusi szervezet felfigyelt, jelölték Golden Globe- és Oscar-díjra is. Egy mellékszerep jutott neki a Disney Kicsi kocsi: Tele a tank! (2005) című komédiájában és házigazdája volt a 2006. március 11-i Saturday Night Live-nak is.
2006-ban az Én, a nő és plusz egy fő című vígjátékban láthatta a közönség, Kate Hudson és Owen Wilson oldalán. 2006. szeptember 29-én a San Sebastián-i Nemzetközi Filmfesztiválon Donostia-életműdíjal tisztelték meg.

## Filmográfia

### Film
| Év   | Magyar cím                                 | Eredeti cím                        | Szerep                     | Magyar hang     |
| ---- | ------------------------------------------ | ---------------------------------- | -------------------------- | --------------- |
| 1979 |                                            | Over the Edge                      | Ritchie White              |                 |
| 1980 |                                            | My Bodyguard                       | Melvin Moody               |                 |
| 1980 | Rossz kislányok                            | Little Darlings                    | Randy Adams                |                 |
| 1982 | Tex                                        | Tex                                | Tex McCormick              | Boros Zoltán    |
| 1982 | Tex                                        | Tex                                | Tex McCormick              | Fehér Tibor     |
| 1982 | Hazugok holdja                             | Liar's Moon                        | Jack Duncan                | Markovics Tamás |
| 1983 | A kívülállók                               | The Outsiders                      | Dallas "Dally" Winston     | Kárpáti Levente |
| 1983 | Rablóhal                                   | Rumble Fish                        | Rusty James                | Seder Gábor     |
| 1984 | Flamingókölyök                             | The Flamingo Kid                   | Jeffrey Willis             | Holl Nándor     |
| 1985 | Célpont                                    | Target                             | Chris Lloyd / Derek Potter | Bolba Tamás     |
| 1985 | Célpont                                    | Target                             | Chris Lloyd / Derek Potter | Boros Zoltán    |
| 1985 | A lázadó                                   | Rebel                              | Harry Rebel őrmester       | Görög László    |
| 1986 | A szakasz                                  | Platoon                            | Bunny                      |                 |
| 1987 | Chicago Blues – A nagyváros                | The Big Town                       | J. C. Cullen               | Dózsa Zoltán    |
| 1988 | Kansas                                     | Kansas                             | Doyle Kennedy              |                 |
| 1989 | A gyógyszertári cowboy                     | Drugstore Cowboy                   | Bob Hughes                 | Alföldi Róbert  |
| 1989 | A Broadway vérszopói                       | Bloodhounds of Broadway            | Regret                     | Forgács Péter   |
| 1991 | Halálcsók                                  | A Kiss Before Dying                | Jonathan Corliss           | Viczián Ottó    |
| 1992 | Facérok                                    | Singles                            | Cliff Poncier              | Fekete Zoltán   |
| 1993 | A sikátor szentje                          | The Saint of Fort Washington       | Matthew                    | Csonka András   |
| 1993 | A sikátor szentje                          | The Saint of Fort Washington       | Matthew                    | Zsótér Sándor   |
| 1993 | Mr. Wonderful                              | Mr. Wonderful                      | Gus DeMarco                | Csőre Gábor     |
| 1993 | Mr. Wonderful                              | Mr. Wonderful                      | Gus DeMarco                | Háda János      |
| 1994 | Golden Gate                                | Golden Gate                        | Kevin Walker               | Dányi Krisztián |
| 1995 | Majd' megdöglik érte                       | To Die For                         | Larry Maretto              | Selmeczi Roland |
| 1995 | A csillagok szerelmese                     | Frankie Starlight                  | Terry Klout                |                 |
| 1996 | A szerelem hangja                          | Grace of My Heart                  | Jay Phillips               |                 |
| 1996 | Albínó aligátor                            | Albino Alligator                   | Dova                       | Selmeczi Roland |
| 1996 | Gyönyörű lányok                            | Beautiful Girls                    | Tommy "Birdman" Rowland    | Selmeczi Roland |
| 1997 | A boldogító nem                            | In & Out                           | Cameron Drake              | Viczián Ottó    |
| 1998 | Keresd a nőt!                              | There's Something About Mary       | Patrick "Pat" Healy        | Józsa Imre      |
| 1998 | Vad vágyak                                 | Wild Things                        | Sam Lombardo               | Czvetkó Sándor  |
| 2001 | Érzéki csalódás                            | One Night at McCool's              | Randy                      | Széles Tamás    |
| 2002 | A drog pokla                               | Deuces Wild                        | Fritzy Zennetti            | Dolmány Attila  |
| 2002 | A szellemek városa                         | City of Ghosts                     | Jimmy Cremming             | Görög László    |
| 2003 |                                            | Abby Singer                        | Önmaga                     |                 |
| 2004 | Akire büszkék vagyunk! – A hónap dolgozója | Employee of the Month              | David Walsh                | Kálid Artúr     |
| 2004 | Ütközések                                  | Crash                              | John Ryan rendőrtiszt      | Józsa Imre      |
| 2005 | Kincsem                                    | Loverboy                           | Mark                       | Dányi Krisztián |
| 2005 | Tótumfaktum                                | Factotum                           | Henry Chinaski             | Kőszegi Ákos    |
| 2005 | Kicsi kocsi – Tele a tank                  | Herbie: Fully Loaded               | Trip Murphy                | Selmeczi Roland |
| 2006 | Én, a nő és plusz egy fő                   | You, Me and Dupree                 | Carl Peterson              | Józsa Imre      |
| 2008 | Láncra vert igazság                        | Nothing But the Truth              | Patton Dubois              | Varga Gábor     |
| 2009 | Vén csontok                                | Old Dogs                           | Barry                      | Kőszegi Ákos    |
| 2009 | A szállítmány                              | Armored                            | Mike Cochrane              | Kőszegi Ákos    |
| 2010 | Tökéletes bűnözők                          | Takers                             | Jack Welles nyomozó        | Király Attila   |
| 2012 | Majdnem tökéletes lány                     | Girl Most Likely                   | George Bousche             | Stohl András    |
| 2013 | Eszement zaci                              | Pawn Shop Chronicles               | Richard                    | Bognár Tamás    |
| 2013 | A lopás művészete                          | The Art of the Steal               | Nicky Calhoun              | Forgács Péter   |
| 2013 |                                            | Sunlight Jr.                       | Richie Barnes              |                 |
| 2014 | Bűnös Louisiana                            | Bad Country                        | Jesse Weiland              | Kőszegi Ákos    |
| 2017 | Rock csont                                 | Rock Dog                           | Trey (hangja)              | Király Attila   |
| 2017 | Vén rókák                                  | Going in Style                     | Arlen Hamer ügynök         | Schmied Zoltán  |
| 2018 | A ház, amit Jack épített                   | The House That Jack Built          | Jack                       | Fekete Ernő     |
| 2018 |                                            | Running for Grace                  | Doki                       |                 |
| 2018 | Felejthetetlen utazás                      | Head Full of Honey                 | Nick                       |                 |
| 2019 |                                            | Nimic (rövidfilm)                  | Atya                       |                 |
| 2019 | Ígérem, hogy visszatérek                   | Proxima                            | Mike Shannon               | Kőszegi Ákos    |
| 2020 | Capone                                     | Capone                             | Johnny                     | Fekete Ernő     |
| 2020 |                                            | The Great Fellove (dokumentumfilm) | N/A                        |                 |
| 2021 |                                            | Land of Dreams                     | Alan                       |                 |
| 2022 | Álmom egy otthon                           | American Dreamer                   | Dell                       | Kőszegi Ákos    |
| 2023 | Asteroid City                              | Asteroid City                      | autószerelő                | Fekete Ernő     |

### Televízió

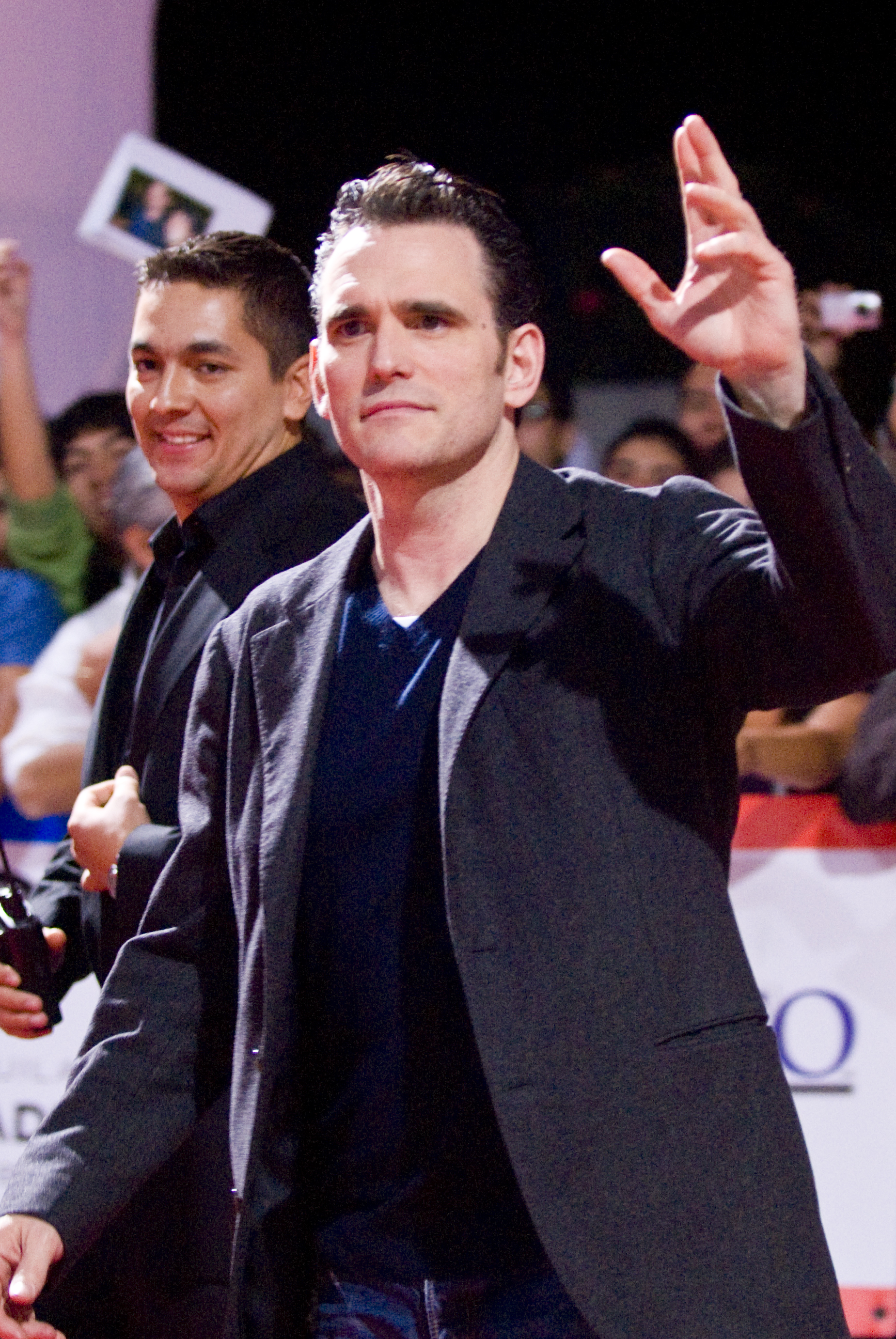
2010-ben

| Év   | Magyar cím             | Eredeti cím                                           | Szerep          | Megjegyzések       |
| ---- | ---------------------- | ----------------------------------------------------- | --------------- | ------------------ |
| 1982 |                        | The Great American Fourth of July and Other Disasters | Ralph Parker    | tévéfilm           |
| 1991 |                        | Fishing with John                                     | önmaga          | televíziós sorozat |
| 1991 | Szenvedélyes viszonyok | Women & Men 2                                         | Eddie Megeffin  | tévéfilm           |
| 2007 | A Simpson család       | The Simpsons                                          | Louie (hangja)  | 1 epizód           |
| 2011 | Modern család          | Modern Family                                         | Robbie Sullivan | 1 epizód           |
| 2015 | Wayward Pines          | Wayward Pines                                         | Ethan Burke     | 10 epizód          |
| TBA  |                        | High Desert                                           | Denny           | főszereplő         |